# غراهام شو (لاعب كرة قدم بريطاني)
غراهام شو (بالإنجليزية: Graham Shaw)‏ (9 يوليو 1934 بشفيلد في المملكة المتحدة - 12 مايو 1998) هو مدرب كرة قدم ولاعب كرة قدم بريطاني في مركز الدفاع. شارك مع منتخب إنجلترا لكرة القدم. أما مع النوادي، فقد لعب مع شيفيلد يونايتد ونادي دونكاستر روفرز ونادي سكاربورو.

## وصلات خارجية
- غراهام شو على موقع قاعدة بيانات كرة القدم.إي يو (الإنجليزية)
- غراهام شو على موقع ناشيونال فوتبول تيمز (الإنجليزية)